# Sarv-e Abarkuh

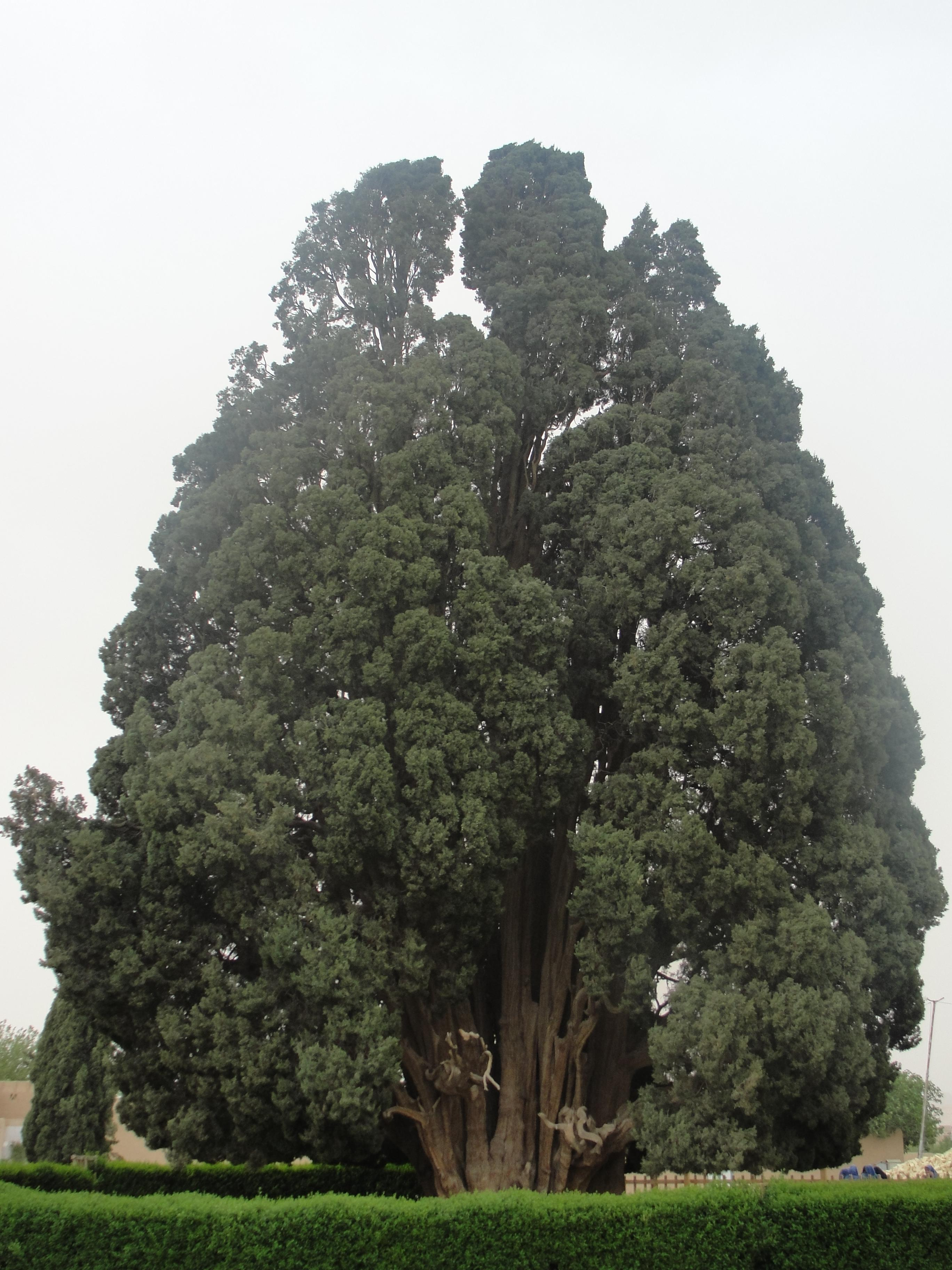
Sarv-e Abarkuh.

El ciprés de Abarkuh (en persa: سرو ابرکوه‎, Sarv-e Abarkuh), también llamado ciprés de Zoroastro, es un árbol ciprés (Cupressus sempervirens) ubicado en Abarkuh, provincia de Yazd, Irán. Está protegido por la Organización del Patrimonio Cultural de Irán como monumento natural nacional y es, de hecho, una importante atracción turística con una altura de 25 metros y un perímetro de 11,5 metros en su tronco y 18 metros más alto alrededor de sus ramas. Se estima que tiene más de cuatro milenios de edad y es probable que sea la forma de vida más antigua de Asia y la tercera más antigua del mundo, luego del pino de cerda de la Gran Cuenca (5062 años) y el pino Matusalén (4845 años), ambos de California, Estados Unidos.
La palabra sarv se traduce del idioma persa como “ciprés”. Existen varias leyendas sobre el árbol. Una sostiene que Sarv-e Abarkuh fue plantado por Jafet, hijo del profeta bíblico Noé. Otra leyenda incluye a Vishtaspa, que plantó un ciprés en memoria de Zoroastro al que llamó el ciprés de Kashmar, que duró dos milenios hasta que los árabes invadieron Persia en el siglo VII y acabaron con él. Sin embargo, otro ciprés plantado por él mismo Zoroastro en Abarkuh sobrevivió hasta nuestro días. En otros mitos, se ha descrito que el árbol tiene un alma que lo mantiene en pie a lo largo de los siglos.
Este árbol es nombrado como tal por primera vez por el historiador y geógrafo persa Hamdallah Ghazvini, durante el siglo XIV, siglo en que parece que ya era una atracción turística y religiosa.
En un principio, los investigadores de Japón y Rusia llegaron a la conclusión de que tenía 8000 años de edad, pero luego estudios más acertados del científico ruso Alexander Rouf estimaron la edad que tiene entre 4000 y 4500 años. Se considera que las condiciones naturales favorables de su ubicación son la razón principal de la longevidad del árbol.